# Kappa Doradus
Kappa Doradus är en vit jätte eller underjätte i Svärdfiskens stjärnbild.
Stjärnan har visuell magnitud +5,28 och är synlig för blotta ögat vid god seeing. Den befinner sig på ett avstånd av ungefär 220 ljusår.